# Rasién
Rasién är en ort i Mexiko.   Den ligger i kommunen San Cristobal De Casas och delstaten Chiapas, i den sydöstra delen av landet, 800 km öster om huvudstaden Mexico City. Rasién ligger 2 404 meter över havet och antalet invånare är 328.
Terrängen runt Rasién är huvudsakligen kuperad, men den allra närmaste omgivningen är platt. Terrängen runt Rasién sluttar österut. Runt Rasién är det ganska tätbefolkat, med 155 invånare per kvadratkilometer. Närmaste större samhälle är San Cristóbal de las Casas, 12,0 km väster om Rasién. I omgivningarna runt Rasién växer i huvudsak städsegrön lövskog.